# Bad Company (альбом)
Bad Company (с англ. — «Плохая компания») — дебютный альбом британской рок-группы Bad Company, выпущенный 26 июня 1974 года лейблом Island в Великобритании и
Swan Song в США. Этот альбом стал первым релизом компании Swan Song.

## Об альбоме
Группа Bad Company была сформирована в ноябре 1973 года в Вестминстере (Лондон) из четырёх музыкантов: Пола Роджерса и Саймона Кирка (бывших участников группы Free),
Мика Ральфса (бывшего гитариста группы Mott the Hoople) и Боза Баррела (который несколько лет перед этим был участником King Crimson). Менеджером группы стал Питер Грант, занимавшийся менеджментом Led Zeppelin.
Дебютный альбом только что созданной группы, записанный в короткие сроки, оказался очень успешным: он достиг #1 в Billboard 200, пять раз стал платиновым и занял #46 в списке самых коммерчески успешных альбомов 1970-х годов. Альбом 25 недель находился в списке UK Albums Chart, войдя туда под номером 10 и достигнув #3 на второй неделе. Синглы «Can’t Get Enough» и «Movin' On» с этого альбома достигли #5 и #19 в Billboard Hot 100.

## Список композиций
| №  | Название                                 | Автор(ы)        | Длительность |
| -- | ---------------------------------------- | --------------- | ------------ |
| 1. | «Can't Get Enough»                       | Mick Ralphs     | 4:17         |
| 2. | «Rock Steady»                            | Paul Rodgers    | 3:47         |
| 3. | «Ready for Love» (Mott the Hoople cover) | Ralphs          | 5:03         |
| 4. | «Don't Let Me Down»                      | Rodgers, Ralphs | 4:22         |

| №  | Название           | Автор(ы)        | Длительность |
| -- | ------------------ | --------------- | ------------ |
| 5. | «Bad Company»      | Rodgers, Kirke  | 4:51         |
| 6. | «The Way I Choose» | Rodgers         | 5:06         |
| 7. | «Movin' On»        | Ralphs          | 3:24         |
| 8. | «Seagull»          | Rodgers, Ralphs | 4:04         |

## Участники записи
- Пол Роджерс — вокал, ритм-гитара, фортепиано
- Майк Ральфс — соло-гитара
- Боз Баррел — бас-гитара
- Саймон Кирк — ударные

Дополнительно:
- Sue Glover, Sunny Leslie — бэк-вокал
- Mel Collins — саксофон
- Ron Fawcus — оператор записи
- Hipgnosis — оформление обложки, фотографии
- Ron Nevison — звукоинженер
- Steve Hoffman — звукоинженер
- Barry Diament — мастеринг
- Beverly Taddei — координатор
- Bob Wynne — арт-директор

## Сертификации
| Регион | Сертификация  | Продажи    |
| --- | ------------- | ---------- |
| Канада (Music Canada) | Золотой       | 50 000^    |
| США (RIAA) | 5× Платиновый | 5 000 000^ |
| ^ Данные о тиражах приведены только на основе сертификации. · Данные о продажах + прослушиваниях приведены только на основе сертификации. |               |            |